# PAOK Salónica
El PAOK de Tesalónica (en griego; ΠΑΕ ΠΑΟΚ, Πανθεσσαλονίκειος Αθλητικός Όμιλος Κωνσταντινουπολιτών, Panthessaloníkios Athlitikós Ómilos Konstantinoupolitón, que significa "Club Atlético Pan-Tesalónico de Constantinopolitanos") es un club polideportivo griego de la ciudad de Tesalónica, fundado en 1926 por ciudadanos de origen griego expulsados de Turquía a principios de los años 20 procedentes de Constantinopla. Se considera la fundación del PAOK como el restablecimiento del "Asociación Atlética y Cultural Hermes de Constantinopla" fundado en 1875, club deportivo que aglutinaba a los fundadores del PAOK. 
Tiene secciones en diversas disciplinas deportivas entre las que destacan el fútbol y el baloncesto.

## Sección de fútbol
El equipo de fútbol disputa sus partidos en el "Estadio de Tumba" de Tesalónica, con capacidad para 29.000 espectadores, siendo Tumba (en griego, Τούμπα), un importante distrito residencial de la ciudad.
El PAOK es la continuación histórica de la "Asociación Atlética y Cultural Hermes" de Pera también llamado "Pera Club" o "Beyoglu" (en turco: Beyoğluspor) de Constantinopla, creado en 1875 por los residentes griegos de la ciudad por su necesidad de expresar y apoyar su helenismo en Turquía. En 1923, después de la fallida invasión griega de Asia Menor y el intercambio de población entre Grecia y la recién creada República Turca, los griegos de Constantinopla renombraron su club como "Pera Club", en línea con la nueva Constitución aprobada por Mustafa Kemal Atatürk. A pesar de este golpe a la cultura griega en Turquía, el Pera Club continuó su lucha deportiva, prometiendo continuar haciéndolo siempre y cuando no eran griegos que quedan en Constantinopla. El club ganó muchas copas y continuó teniendo una fuerte presencia en el sector deportivo. Sin embargo, esa situación no duró mucho. La mayoría de los jugadores se vieron obligados a huir, dejando tras de sí su equipo y a cambiar de nombre a Politakia, compuesto por residentes de Constantinopla. Los que huyeron se establecieron en Tesalónica y en 1926 fundaron el PAOK, conservando sus símbolos griegos: el águila de dos cabezas del Imperio bizantino, y en blanco y negro para los colores, para simbolizar el negro del luto por la trágica historia de las patrias perdidas, y blanco por la esperanza de un mañana mejor. El club histórico que se remonta a finales del siglo XIX, no solo hace que el PAOK sea uno de clubes atléticos más antiguos de Grecia, sino que también significa que soporta una pesada carga histórica en sus hombros. La primera carta del club fue aprobada el 20 de abril de 1926 por una resolución del Tribunal de Primera Instancia de Tesalónica (N º 822). Los miembros fundadores del club fueron A. Angelopoulos, Athanassiadis A., Anagnostidis K., Ventourellis M., Vyzantinos F., V.Karapiperis, Dimitriadis A., Dimitriadis D., Zoumboulidis N., Theodosiadis M., T. Ioakimopoulos, P . Kalpaktsoglou, T. Kartsambekis, Koemtzopoulos D., Koemtzopoulos K., Kontopoulos P., Kritikos K., M. Konstantinidis, Maletskas P., I. Nikolaidis, Papadopoulos L., Samantzopoulos F., Tsoulkas T., M. Tsoulkas , S. Triantafyllidis y T. Triantafyllidis (quien también fue su primer presidente).

### Palmarés

#### Torneos nacionales
- Liga griega (3): 1976 1985 y 2019.

· Subcampeón:  1937, 1940, 1973, 1978, 2010 y 2018
- Copa de Grecia (6): 1972, 1974, 2001, 2003 2017 y 2018

· Finales disputadas no ganadas: 1939, 1951, 1955, 1970, 1971, 1973, 1977, 1978, 1981, 1983, 1985, 1992, 2014

#### Torneos internacionales
- Ninguno

## Sección de baloncesto
El equipo de baloncesto del PAOK disputa sus encuentros en el pabellón "Palataki", con capacidad para 8.000 espectadores.

### Palmarés

#### Títulos internacionales
- 1 Recopa de Europa de Baloncesto: 1991. Finalista en 1992 y 1996.
- 1 Copa Korac: 1994.

#### Títulos nacionales
- 2 Liga: 1959, 1992.
- 3 Copa: 1984, 1995, 1999.

### Jugadores históricos
Bane Prelevic, Zoran Savić, Rasho Nesterovic, Efthimios Rentzias, Pedja Stojakovic.